# Ghostlight (película)
Ghostlight es una película dramática estadounidense de 2024, dirigida por Kelly O'Sullivan y Alex Thompson, a partir de un guion de O'Sullivan. Está protagonizada por Keith Kupferer, Dolly de León, Katherine May Kupferer, Tara Mallen, Hana Dworkin, Tommy Rivera-Vega, Alma Washington, H.B. Ward, Dexter Zollicoffer, Deanna Dunagan y Francis Guinan.
Tuvo su estreno mundial en el Festival de Cine de Sundance el 18 de enero de 2024. Se estrenó el 14 de junio de 2024 por parte de IFC Films y Sapan Studio.

## Sinopsis
Un drama tierno y conmovedor sobre un trabajador de la construcción que se ve arrastrado a una producción local de Romeo y Julieta, sólo para encontrar una comunidad y una manera de solucionar sus propios problemas familiares.

## Reparto
- Keith Kupferer como Dan
- Dolly de León como Rita
- Katherine May Kupferer como Daisy
- Tara Mallen como Sharon
- Hana Dworkin como Lanora
- Tommy Rivera-Vega como Lucian
- Alma Washington como Moira
- H.B. Ward como Jonah
- Dexter Zollicoffer como Greg
- Deanna Dunagan como ella misma
- Francis Guinan como Fran

## Estreno
La película tuvo su estreno mundial en el Festival de Cine de Sundance el 18 de enero de 2024. Una semana después, IFC Films y Sapan Studio adquirieron los derechos de distribución de la película. También se proyectó en South by Southwest el 10 de marzo de 2024. Se estrenó en los Estados Unidos el 14 de junio de 2024.